# Едвард Еванс, 1-й барон Маунтеванс
Едвард Раткліфф Гарт Рассел Еванс, 1-й барон Маунтеванс (англ. Edward Ratcliffe Garth Russell Evans; 28 жовтня 1880 — 20 серпня 1957) — офіцер Королівського флоту та дослідник Антарктики.
Еванс був відряджений з військово-морських сил в експедицію «Діскавері» в Антарктиду в 1901—1904 рр. Він входив у екіпажі корабля допомоги, а згодом почав планувати власну антарктичну експедицію. Однак відмовився від цього плану коли йому запропонували посаду другого командира в сумнозвісній експедиції Терра Нова Роберта Фолкона Скотта на Південний полюс у 1910—1913 роках і посаду капітана експедиційного корабля «Терра Нова». Він супроводжував Скотта до місця за приблизно 150 миль від полюса, але серйозно захворів на цингу і ледве пережив зворотну дорогу.
Після експедиції їздив по країні, читаючи лекції, а влітку 1914 року повернувся до своїх обов'язків військово-морського командира. Брав участь у Першій світовій війні як капітан есмінця, прославившись як «Evans of the Broke» після битви у Ла-Манші в 1917 році. У 1921—1922 рр. командував крейсером у Гонконзі, де йому було присвоєно медаль за роль у рятуванні пасажирів з розбитого судна «Hong Moh», а потім кілька років командував ескадрилею захисту внутрішнього рибальства, перш ніж йому віддали командування сучасним бойовим крейсером «Ріпалс» (HMS — His Majesty Ship — корабель його величності). Пізніше командував австралійською ескадрилею та Африканською станцією (Africa Station, самостійний заморський підрозділ в складі Королівського флоту в африканських водах), перш ніж стати головнокомандуючим в Норі, (командир на цій посаді відповідав за захист входу в порт Лондона і вод східного узбережжя Англії); за цей час, що незвично для офіцера, він також був ректором Абердінського університету.
Після чотирьох років у Норі він передав командування на початку 1939 р. і був призначений комісаром цивільної оборони Лондона під час підготовки до Другої світової війни; після вторгнення Німеччини до Норвегії вирушив туди, щоб зв'язатися з королем Хоконом VII, з яким був особисто знайомий. Залишався у цивільній обороні протягом усієї війни, хоча офіційно вийшов на пенсію з Військово-морського флоту в 1941 році і отримав титул пера в 1945 році, входив у Палату лордів в складі Лейбористської партії.

## Ранні роки
Едвард Раткліфф Гарт Еванс, відомий родині та друзям під назвою «Тедді», народився в Лондоні 28 жовтня 1880 року в мюсі (англ. mews) поблизу площі Берклі. Він був другим з трьох синів, народжених у Френка Еванса і його дружини Елізи, до шлюбу Макналті. Френк Еванс, молодий адвокат в Лінкольн Інн, походив з великої родини Ланкаширів валійського походження; його батько був торговцем провіантом у Олдхемі. Сім'я Елізи Макналті була ірландського походження і жила в Депфорді.
Сім'я була шанованою і належала до середнього класу, але троє дітей Еванса поводилися не так респектабельно, як можна було б очікувати; коли Едварду було дев'ять, він і його брати часто переїжджали далеко в Іст-Енд, одного разу їх затримали поліцейські після крадіжки. Едвард та його старший брат Джо були прийняті до школи торговців Тейлорів у 1890 році, коли йому було десять, і через рік були виключені за бійки та прогули. Потім його відправили до відносно сучасної школи в сільській місцевості поблизу Кройдона, яка спеціалізувалась на вихованні «недисциплінованих хлопців»; попри те, що він був наймолодшим хлопчиком і часто потерпав та сумував за домом, він насолоджувався сільським середовищем і добре відгукувався про навчання. Пізніше він відвідував школу в Мейда-Вейл, де мав високі бали, але повернувся до старої поганої поведінки; керівник у відповідь зробив його префектом, що підштовхнуло Еванса до самодисципліни. Він став одним із найбільш зразкових учнів, отримав низку нагород, і закінчив її в 14 років.
Еванс мріяв про морську кар'єру, і, бувши в школі, намагався отримати, але безуспішно, курсантську підготовку на кораблі для підготовки військово-морського флоту HMS Britannia. Запропоновані йому альтернативи включали дорогих репетиторів та іспити на Британії, або відвідувати дешевший приватний навчальний корабель HMS Worcester, який переважно готував офіцерів ВМС. Його батько обрав другий варіант, і Еванс приєднався до Worcester в січні 1895 року. Він піддавався сильному знущанню, але до середини другого курсу знайшов своє місце і здобув репутацію здібного та старанного курсанта і став кадетом. Виграв кілька нагород, що завершилося довгоочікуваним кадетством у ВМС на останньому році навчанні.
Щойно приставленого до служби мічмана Еванса було скеровано на крейсер HMS Hawke в Середземне море в 1897 році, корабель відзначався своїм бездоганним представленням та суворими умовами, що було не зовсім до смаку Евансу. У серпні він серйозно захворів на бруцельоз, через забруднене молоко, і його відправили додому на одужання на три місяці. За цей час він фанатично зайнявся тривалою фізичною підготовкою, щодня проходив по сорок-п'ятдесят миль і годинами плавав у морі; він міг підтримувати такий режим навантаження протягом десятиліть. Після повернення до своїх обов'язків, його було скеровано на лінійний корабель «Ріпалс», а потім HMS Dolphin, після чого був екзаменований і став молодшим лейтенантом. Потім навчався в Королівському військово-морському коледжі, Гринвіч, з перервою на відрядження до HMS Majestic, де вперше зустрівся з лейтенантом Робертом Фолконом Скоттом.

## Перша антарктична експедиція, 1902—1904

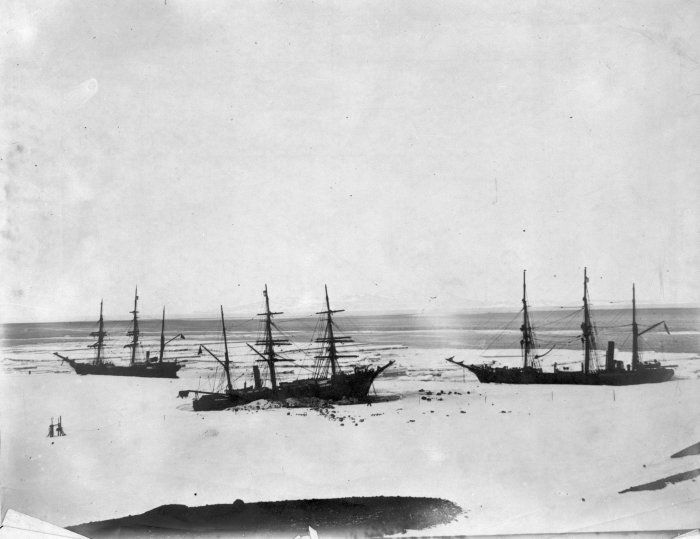
Discovery, Morning і Terra Nova в протоці Мак-Мердо. Лютий 1904 р.

У липні 1901 р. Британська національна антарктична експедиція — "Експедиція Діскавері " — відпливла з Лондона на борту RRS Discovery, з командою Скотта. Частина планування експедиції передбачала, що через рік після цього повинне бути відправлене судно аварійної допомоги у випадку якщо в Антарктиці Діскавері буде втрачено; прочитавши статтю з газети про це через кілька місяців, Еванс побачив для себе нагоду підправитися у пригоди і написав серу Кліменту Маркхему, організатору експедиції корабля допомоги. Він зустрічався з Маркхемом двічі протягом наступних тижнів і справив сильне враження. На початку 1902 року Еванса було відряджено з ВМС, щоб він був другим офіцером на борту корабля допомоги, SY Morning, старого колишнього китобійного судна.
Morning відплив з Лондона в липні 1902 р., і після сильної бурі та ремонту в Крайстчерчі, Нова Зеландія, 6 грудня вирушив до Антарктики, щоб пошукати експедицію на своїй зимовій базі, десь у морі Росса. Постійно просуваючись на південний схід від мису Адер і по крижаному фронту до мису Крозьє, межі їх діапазону пошуку, вони знайшли повідомлення експедиції, що спрямувало їх назад у бік протоки Макмердо. Тут два екіпажі зустрілись — обидва корабля були розділені п'ятнадцятьма милями льоду, що вимагало тривалої поїздки на санях. Еванс був у першої групі, екіпаж Discovery у другій. Через тиждень Скотт, Шеклтон і Вілсон повернулися з подорожі у внутрішню місцевість, хворі на цингу та сліпоту, але тріумфували, досягнувши 82 ° 17 ' пд.ш., новий «Найдальший південь».
В кінці березня 1903 р. Morning отримав наказ повернутися, залишивши запаси разом із «Діскавері», як і раніше запечатаним у льоду. Змінилось кілька екіпажів, в тому числі Шеклтон, якого вважали недостатньо здоровим, щоб залишитися на зиму, хоча особисті конфлікти зі Скоттом, можливо, зіграли певну роль у прийнятті рішення. Повернувшись у Нову Зеландію, Еванс подав заявку на тимчасове скерування на HMS Phoebe, що перебував в країні, в той час, як Morning був затверджений для чергової подорожі на допомогу, на цей раз організованої Адміралтейством, а не Королівським географічним товариством. У листопаді він знову відплив на південь разом з другим кораблем допомоги, Terra Nova, і зустрів Діскавері в січні 1904 року. Евансу було доручено групу людей, що розкладали вибухівку, щоб прокласти канал через вісім миль льоду, що вони здійснили за одинадцять днів, вивівши Діскавері безпосередньо перед важкою бурею. На знак визнання його роботи з експедицією, Скотт назвав гору Маунт Еванс.
Незадовго до того, як вдруге відплисти на південь, було оголошено про заручини Еванса із жінкою Нової Зеландії Хільдою Рассел. Хільда була дочкою Т. Г. Рассела, відомого місцевого адвоката, і племінницю Г. В. Рассела, одного з членів парламенту в районі Крайстчерча. Еванс повернувся в Крайстчерч 1 квітня 1904 року, а пара одружилась 13 квітня. Вони повернулися в Англію в жовтні, де Еванс був нагороджений Бронзовою Полярною медаллю та знову приєднався до військово-морського флоту, спеціалізуючись на навігації. 1907 року він розглядав ідею приєднання до Антарктичної експедиції Шеклтона, але натомість вирішив, що важливіше виділяти більше часу на морську кар'єру, щоб уникнути обмежень своїх досліджень у майбутньому.

## Друга антарктична експедиція, 1910—1913

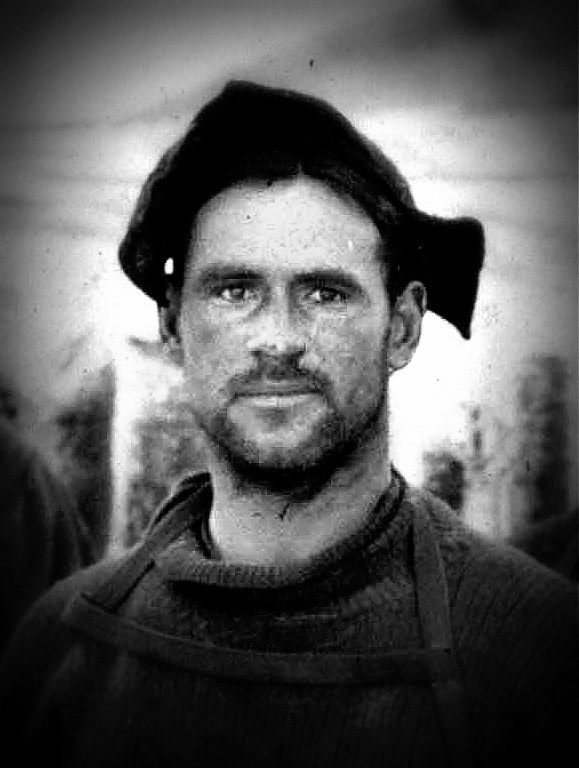
Лейтенант Едвард Еванс. 1911 р. Фото Герберта Понтінга

У 1909 році Еванс нарешті піддався поклику Антарктики і оголосив — з благословення Маркхема — що він організує експедицію з вивчення Землі короля Едуарда VII. Він планував експедицію до полюса, але як другорядну мету; «навігація по великому континенту Антарктики сподобалася мені набагато більше». Спочатку Еванс шукав підтримки в Кардіффі для проведення Валлійської національної антарктичної експедиції. Приблизно в той же час Скотт почав планувати нову експедицію у відповідь на нещодавно закінчену експедицію Німрода — вони двоє до цього часу були суперниками — і, почувши про це, Еванс відмовився від власного проєкту, переклавши фінансування та підтримку Скотту. За це Скотт призначив його другим командиром. Еванс приніс стільки фінансування з Кардіффа і Уельсу, що Скотт назвав Кардіфф домашнім портом експедиційного корабля Terra Nova і зробив капітаном Еванса. Попри це партнерство, вони ніколи не були близькими, а зіткнення замкнутості Скотта та відкритості Еванса підсилювалось різницею в ранзі та віці. Пізніше Скотт описав Еванса у своєму щоденнику, як людину, якій властивий «хлопчачий ентузіазм» та «з добрими намірами, але страшенно повільним у навчанні» вважаючи, що він набагато придатніший бути моряком, ніж дослідником на суші, і, ймовірно, він ніколи не підійде для командування власною експедицією.
Експедиція висадилася на західній стороні острова Росса 4 січня 1911 року на місці Скотта, яке назвали мисом Еванса на честь Еванса. Еванс приєднався до головної берегової групи, залишивши Terra Nova в руках лейтенанта Гаррі Пеннелла, і працював над створенням серії базових складів вздовж Великого льодового бар'єру для використання Полярною експедицією пізніше того ж року. Після зимівлі у хатині мису Еванс, група почала готуватися до основної подорожі у серпні та вересні. Евансу було надано командування Моторною групою, яка мала виїхати першою, взявши чотирьох людей та двоє гусеничних моторних санок на південь від Бар'єра із запасами для головної експедиції, яка пішла б із собаками та поні.
У результаті, моторні санки не працювали як було заплановано; двигуни виявилися ненадійними, часто відмовляючись запускатися, для чого потрібно було прогрівати мотор, зупинялися після невеликої відстані. Перші сани вийшли з ладу 30 жовтня, через п'ять днів після початку, а другі — ще через день. Четверо людей реорганізували свої вантажі і рушили на південь, тягнувши єдині сани з 340 кілограмами обладнання та приладдя. Вони встигли приблизно з тією ж швидкістю, що й до поломки, і зустрілись через шість днів з головною групою, яка наздогнала їх 21 листопада. Двоє з групи Еванса (автомеханік та помічник) повернулися на північ, а Моторна група була реорганізована як «Група для перевезення людей» з провідним головним стокером Евансома Лашлі, лейтенантом-хірургом Аткінсоном та канадським фізиком К. С. Райт. Група просувалася до 5 грудня, тоді їх на чотири дні зупиняла хуртовина, запаси лишались, але не було змоги рухатись далі на південь. Решта поні з головної експедиції довелося розстріляти перед тим, як рухатися далі. Після прибуття на льодовик Бірдмор 10 грудня, назад на маршрут від Бар'єру, групи собак також відправили назад, вся експедиція залишилась пішою.

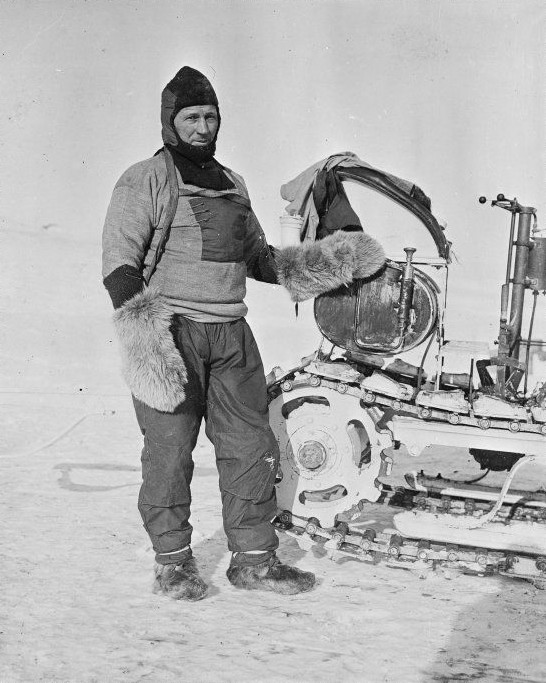
Вільям Лешлі на фоні гусеничних моторних саней. Листопад 1911 р.

У цей момент експедицію складали три групи з чотирьох людей, усі люди тягнули свої санки. Однак дві групи були відносно відпочилі, тоді як Евансова та група Лашлі тягнули санки з 1 листопада. Це почало даватись взнаки, коли група відстала і це спричинило конфлікт зі Скоттом, він розчаровувався і дратувався через Еванса, що здався йому недбалим та неорганізованим. 20 грудня перша підтримуюча група повернулася назад, залишивши вісім чоловіків, щоб продовжити свій шлях; Команда Еванса була реорганізована в складі його самого, лейтенант Боверса, Лешлі, і старшини Кріана. 3 січня Скотт оголосив, що Еванс не буде продовжувати рух до полюсу, а поверне свою команду, останню групу підтримки, на північ. Еванс особисто пояснив це фізичним виснаженням — він і Лашлі на цьому етапі протягнули навантажені сани на шість сотень миль. Групи розділилися 4 січня, і Еванс, Лашлі та Кріан повернулися назад, всього лиш за 260 км від полюса, Боверс залишився з головною групою.
Подорож назад була складною, оскільки до цього моменту сани тягнули чотири людини, а скорочення до трьох значно уповільнило їх. Намагаючись зберегти кілька днів, група зійшла з плоскогір'я, рушила санями на кілька сотень футів вниз по глибоко прорізаному Шеклтонському водоспаду на льодовик Бірдмор, замість повільніше і безпечніше спускатися вниз по схилі гори. Всі троє дещо травмувались, але без серйозних пошкоджень, попри те, що досягли швидкості, яку Еванс оцінив у майже шістдесят миль на годину. Однак опинившись на льодовику, Еванс почав відчувати серйозні фізичні проблеми. Спочатку він страждав від снігової сліпоти, через що не міг чітко бачити, а згодом почали проявлятися ранні ознаки цинги. Цих ознак швидко ставало більше, він лишався ослабленим і постійно відчував сильний біль, і через пару тижнів стан погіршав настільки, що його потягли на санях Лашлі та Кріан. Еванс був єдиним, в кого настільки проявилась цинга, і є кілька причин що могло це спричинити. Однак, мабуть, головною причиною було те, що на відміну від інших дослідників, Еванс намагався уникати взимку їсти м'ясо тюленів (зокрема печінку тюленя), бо йому воно не подобалося, але воно було багатим джерелом вітаміну С. Як стверджував його супутник Френк Дебенхем через багато років, «Тедді справді був дуже неслухняним хлопчиком і не їв м'яса своїх тюленів».
13 лютого Еванс спробував наказати своїм людям покинути його, але вони відмовилися, як Еванс пізніше казав «вперше і востаннє, коли мої розпорядження морського офіцера були не виконані». Група була змушена зупинитися через хуртовину 17 лютого в тридцяти п'яти милях від базового табору в Хат-Пойнт, коли стало зрозуміло, що двоє чоловіків більше не зможуть тягнути сани. Лешлі залишився доглядати за Евансом, тим часом як Кріан попрямував на північ; пройшовши пішки вісімнадцять годин, він прибув до хатини, де зустрів Аткінсона з помічником та групою собак. Вони вирушили на південь, як тільки прояснилася погода, знайшовши Еванса при смерті, і обережно повернули його до табору. Він приїхав туди за кілька днів до повернення Terra Nova, і його повернули на корабель, щоб вилікувати. Він залишався в ліжку до квітня, коли прибув до Нової Зеландії.
Зустрівшись з Амундсеном, що нещодавно повернувся з полюса, і знову возз'єднавшись зі своєю дружиною, Еванс вирушив назад в Англію, де провів північне літо 1912 року, відновлюючи і збираючи кошти для експедиції. Там він зустрів короля Георга V, який підвищив його до звання командора. Повернувшись на південь пізніше того ж року, Еванс командував Терра-Нова у рейсі допомоги; він прибув до протоки Мак-Мердо 18 січня, в річницю досягнення Скоттом полюса, та його зустріла звістка про смерть полярної групи. Записуючи свою «глибоку скорботу» в новинах, Еванс взяв на себе офіційне командування експедицією замість Скотта і організував остаточний від'їзд експедиції з континенту.
Дружина Еванса, Хільда, захворіла на перитоніт на борту Оранто 14 квітня 1913 року, перебуваючи на шляху до Англії зі своїм чоловіком після повернення з другої та доленосної експедиції Скотта. Її оперував корабельний лікар 15 квітня. Бувши у свідомості, коли корабель 17 квітня досягнув Неаполя, вона залишилася на борту, але після повернення в море померла опівночі 18 квітня. Хільду поховали в Тулоні, Франція. Меморіал Хільді Еванс можна знайти на кладовищі Лінвуд, Бромлі, Крайстчерч, Нова Зеландія, на блоці 46, ділянка 205 — могила родини Рассела.
У 1921 році Еванс опублікував через Коллінза свою першу працю про експедицію «Діскавері» під назвою «На Південь із Скоттом». Хоч відтоді книга більше не друкувалась протягом багатьох років, вона викликала інтерес, коли наблизилося сторіччя експедиції, і її було переглянуто з точки зору контрревізіонізму, особливо це стосується Карен Мей з Полярного Інституту Скотта.  

## Перша світова війна

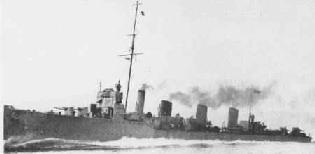
HMS Broke

Після своєї служби в Антарктиці Еванс мав успішну військово-морську кар'єру, служив на початку Першої світової війни в 1914 році в званні командора.
20 квітня 1917 року, перебуваючи у нічному патрулюванні Ла-Маншу біля Пісків Гудвіна, він командував есмінцем HMS Broke в операції проти шести німецьких есмінців морської піхоти «Кайзерліче», які почали бомбардувати Дувр. Разом із HMS Swift, Еванс воював з німецькими есмінцями у Битві у Ла-Манші. Торпеда HMS Swift затопила одний з ворожих есмінців, G85. Тоді Broke навмисно протаранив інший, G42, майже розбивши його надвоє. Два кораблі зійшлися разом і на палубі Broke зав'язалась рукопашна битва, поки Broke не вдалося вирватися. Німецький есмінець затонув, решта німецьких кораблів відступили. Сильно пошкодженого Broke відбуксирували в порт, тоді як так само пошкоджений Swift подолав дорогу назад самостійно. Завдяки операції Еванса зразу ж підвищили в званні до капітана, присуджено ДСО, і це зробило Еванса популярним героєм, якого британська преса назвала «Evans of the Broke» (приблизно: Еванс з корабля Broke). Еванс описав свої бойові дії у Ла-Манші у своїй книзі «Тримаючи моря» (1920).
Еванс одружився з норвежкою Ельзою Андворд в 1916 році, з якою він мав двох дітей: Річарда Еванса, майбутнього 2-ого барона Монтеванса (народився в 1918), і командора Едварда Еванса (народився 1924).

## Міжвоєнна служба

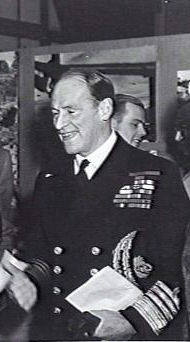
Адмірал сер Едвард Еванс у 1944 році

Перебуваючи в командуванні HMS Carlisle на Китайській станції (Chine station, самостійне командування Королівського флоту у Східній Азії), Еванс врятував 200 людей, що вижили з SS Hong Moh. Його дії, включаючи плавання, щоб дати вказівку на потопаючому кораблі, принесли йому кілька нагород за рятування життя.
У лютому 1928 р. його перевели в ранг контр-адмірала, коли він командував Королівським флотом Австралії (офіційне звання «Контр-адмірал командування ВВС Австралійської ескадри»). У листопаді 1932 р. його зробили віце-адміралом. З 1933 по 1935 рік був головнокомандувачем Африканської станції (Africa Station) та заступником Верховного комісара Британських протекторатів Бехуаналанда, Свазіленда та Басутоленда. Служив головнокомандувачем, на оперативній командній позиції Королівського військово-морського флоту, що базувалось на Чатем в графстві Кент, з 1935 по 1939 рік і був проведений в адмірали в липні 1936 року.
У 1935 році Еванс став лицарем-командиром ордена Лазні (KCB), а в 1937 році призначений лицарем благодаті ордена Святого Іоанна Єрусалимського (KGStJ).

## Друга світова війна
Викликаний у 1939 році, наступного року Еванс брав участь у Норвезькій кампанії, після чого вийшов на пенсію з Королівського флоту 9 січня 1941 року. До кінця Другої світової війни працював регіональним комісаром з цивільної оборони Лондона. 12 листопада 1945 року отримав титул Пер як барон Монтеванс, з Челсі в графстві Лондон. Був ректором Абердінського університету з 1936 по 1942 рік.

## Вихід на пенсію
4 березня 1947 року Маунтеванс перебував на борту судна в Норвегії, MV Болівар, коли той розколовся на дві частини і розбився на березі Кіш за 13 кілометрів від острова Далкей. Його та ще 44 людини на борту врятували рятувальні човни Дан Лері та Хаута RNLI.
У 1947 році Еванс очолив комітет з питань формалізації правил професійної боротьби у Великій Британії. Ці правила стали називатися правилами Лорда-Адмірала Маунтеванса.
Еванс помер у Норвегії 20 серпня 1957 року. Похований на сімейній ділянці на кладовищі гравілун Вер Фрелзерс в Осло.

## Відзнаки та нагороди

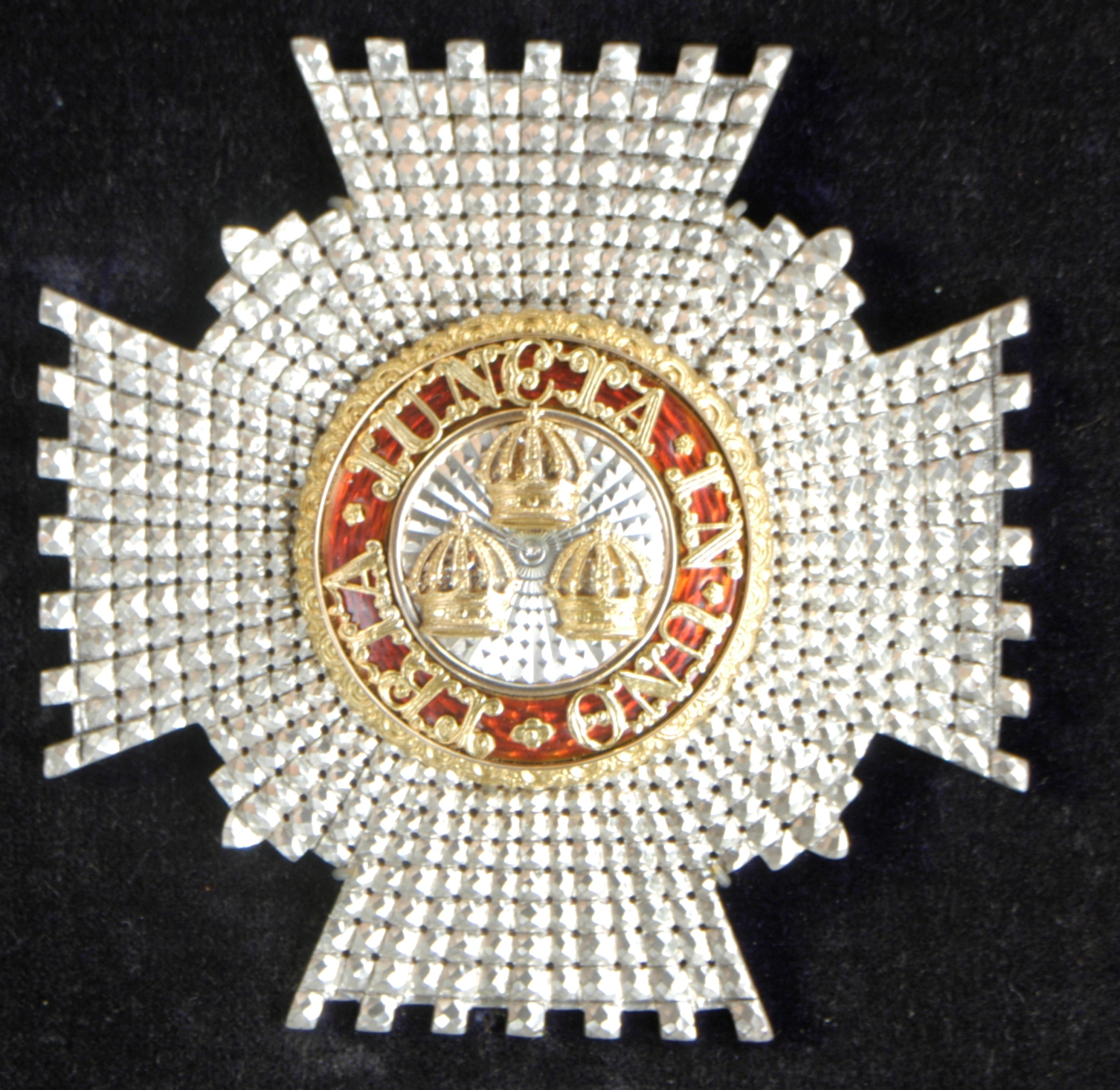
ККБ грудна зірка

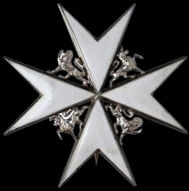
KStJ грудна зірка

Едвард Еванс отримав численні відзнаки за свої зусилля на Антарктиці, військову службу та за рятування життя (надається із записами London Gazette, де це можливо):
- Кавалер ордену Лазні (16 травня 1913 р., с. 3507), (Рицар-командир (1935))
- Кавалер Ордену «За видатні заслуги» (10 травня 1917 р., с. 4481)
- Лицар благодаті ордене Святого Іоанна Єрусалимського (20 грудня 1937 р.)
- Великий офіцер ордену Ордена Вежі та Меча — Португалія (17 січня 1919 р., с. 887)
- Командир ордену Корони — Бельгія (8 квітня 1921 р., с. 2797)
- Командор Королівського норвезького ордена Святого Олафа (1939)
- Офіцер Почесного легіону — Франція (20 липня 1917 р., с. 7427)
- Офіцер Ордену Леопольда — Бельгія (1 січня 1917 р., с. 11)
- Кавалер Савойського військового ордену — Італія (1905)
- Круа де Герре — Франція (22 червня 1917 р., с. 6257)
- Військово-морський хрест — США (16 вересня 1919 p. — 11583)
- Médaille Civique — Бельгія (LG 12 грудня 1919, с. 15432)
- Полярна медаль Антарктики (срібло) (LG 25 липня 1913, с. 5322)
- Медаль «За хоробрість у морі» (1921).

Його зробили Почесним громадянином кількох муніципалітетів: Калгарі, Альберта, Канада (1914); Дувр (1938); Чатем (1939); Кінгстон на Темзі (1945); Лондонське сіті (1945); та «Челсі» (1945).
Еванс також отримав різні нагороди на визнання ролі, яку він зіграв у катастрофі Гон-Мо в Південно-Китайському морі:
- Медаль Сівік Бельгії, 1-й клас за рятування життя на морі (1919)
- Медаль «За хоробрість у морі» (1921)
- Спеціальна золота медаль Ллойда за збереження життя (1921)[40]

За участь в експедиціях: медаль короля Едуард VII і короля Георга V.
За дослідження в Антарктиці: Срібна Gолярна медаль (24 липня 1913 р.); золотий медаліст Королівського Угорського та Королівського Бельгійського географічних товариств; золотий медаліст RGS Livingstone; золоті медалі з міст Парижа та Руана, а також із географічних товариств Марселя, Руана та Ньюкасла; почесний член багатьох географічних товариств та, у наукових колах: LLD, Університет Абердина, (1936).

## У популярній культурі
У фільмі «Скотт з Антарктики» 1948 року Еванса зіграв Кеннет Мор. У серіалі Центрального телебачення 1985 р. Останнє місце на Землі Еванса зіграв актор Майкл Малоні.

## Публікації
| Праці про Андарктику - Voyages of the 'Terra Nova' (1913) - South with Scott (1921) - British Polar Explorers (1944) - The Desolate Antarctic (1950) - The Antarctic Challenged (1955) - Man of the White South: The story of Captain Scott (1958) Інші праці - Keeping the Seas (1920) - Adventurous Life (1946) | Дитяча література - The Adventures of Peter. (1924) - The Mysteries of the 'Polar Star' (1927) - The Treasure Trail (1927) - To Sweep the Spanish Main! (1930) - For The White Cockade (1931) - The Exile (A Story for Boys) (1933) - Spanish Death (1933) - Troopers of the King (1933) - The Ghostly Galleon (1933) - Noel Howard, Midshipman (1935) |